# Fort Lowell (Arizona)
Pour les articles homonymes, voir Fort Lowell.
Fort Lowell est un ancien poste militaire de la United States Army établi le 20 mai 1862 à l'emplacement de la ville actuelle de Tucson en Arizona. Utilisé initialement comme dépôt de ravitaillement, il servit ensuite de base pour des opérations contre les Apaches hostiles de la région.
Initialement dénommé Poste de Tucson, il fut renommé Camp Lowell le 29 août 1868 puis Fort Lowell le 5 avril 1879 en l'honneur du brigadier général Charles Russell Lowell (en) mort le 20 octobre 1864 des suites de blessures reçues lors de la bataille de Cedar Creek en Virginie.
Abandonné le 15 septembre 1864, il fut réoccupé en mai 1865 et devint un poste permanent le 29 août 1866. Il fut finalement abandonné définitivement le 10 avril 1891.